# Hydrovatus cristatus
Hydrovatus cristatus är en skalbaggsart som beskrevs av Guignot 1958. Hydrovatus cristatus ingår i släktet Hydrovatus och familjen dykare. Inga underarter finns listade i Catalogue of Life.